# Villablino
Villablino é um município da Espanha na província de León, comunidade autónoma de Castela e Leão, de área  km² com população de 11,544 habitantes (2006) e densidade populacional de 53,54 hab/km².

## Demografia
| Variação demográfica do município entre 1991 e 2004 | Variação demográfica do município entre 1991 e 2004 | Variação demográfica do município entre 1991 e 2004 | Variação demográfica do município entre 1991 e 2004 |
| --------------------------------------------------- | --------------------------------------------------- | --------------------------------------------------- | --------------------------------------------------- |
| 1991                                                | 1996                                                | 2001                                                | 2004                                                |
| 15825                                               | 15284                                               | 12459                                               | 12212                                               |